# 5 Aquarii
5 Aquarii, som är stjärnans Flamsteed-beteckning, är en ensam stjärna belägen i den östra delen av stjärnbilden Vattumannen. Den har en skenbar magnitud på 5,55 och är svagt synlig för blotta ögat där ljusföroreningar ej förekommer. Baserat på parallaxmätning inom Hipparcosuppdraget på ca 4,0 mas, beräknas den befinna sig på ett avstånd på ca 820 ljusår (ca 251 parsek) från solen. Den rör sig närmare solen med en heliocentrisk radiell hastighet på ca –3 km/s.

## Egenskaper
5 Aquarii är en blå till vit jättestjärna av spektralklass B9 III,. Den misstänks vara en kemiskt speciell stjärna även om Adelman et al. (2004) anser att de är en normal stjärna med nära solens överskott av tyngre element. Den har en radie, som är ca 4 gånger större än solens och utsänder från dess fotosfär ca 318 gånger mera energi än solen vid en effektiv temperatur av ca 11 200 K.